# Ubiambre
Ubiambre es un cabo o punta situado en la costa del municipio cántabro de San Vicente de la Barquera (España). En la parte más alta de un prado, llamado Alto del Cañón, quedan las ruinas de una batería costera y un vértice geodésico regente, que marca una altitud de 86,20 m s. n. m. desde la base del pilar. Se llega aquí desde San Vicente de la Barquera, tomando la carretera de Oyambre. 